# Anguliphantes maritimus
Anguliphantes maritimus là một loài nhện trong họ Linyphiidae.
Loài này thuộc chi Anguliphantes. Anguliphantes maritimus được Andrei V. Tanasevitch miêu tả năm 1988.